# Рафаэл-Фернандис
Рафаэл-Фернандис (порт. Rafael Fernandes) — муниципалитет в Бразилии, входит в штат Риу-Гранди-ду-Норти. Составная часть мезорегиона Запад штата Риу-Гранди-ду-Норти. Входит в экономико-статистический микрорегион Пау-дус-Феррус. Население составляет 4923 человека на 2006 год. Занимает площадь 78,231 км². Плотность населения — 62,9 чел./км².
Праздник города — 21 октября.

## История
Город основан 21 октября 1962 года.

## Статистика
- Валовой внутренний продукт на 2003 год составляет 8 937 151,00 реалов (данные: Бразильский институт географии и статистики).
- Валовой внутренний продукт на душу населения на 2003 год составляет 1937,38 реалов (данные: Бразильский институт географии и статистики).
- Индекс развития человеческого потенциала на 2000 год составляет 0,652 (данные: Программа развития ООН).